# Tetralobus auricomus
Tetralobus auricomus is een keversoort uit de familie kniptorren (Elateridae). De wetenschappelijke naam van de soort is voor het eerst geldig gepubliceerd in 1842 door Frederick William Hope.